# Kecskeméti Közlekedési Központ
A Kecskeméti Közlekedési Központ (röviden KeKo) közlekedésszervező cég Kecskeméten, melyet a megyei jogú város önkormányzata alapított 2019 márciusában a helyi személyszállítás szervezésére és megrendelésére.

## Története
Kecskemét önkormányzata 2018-ban a menetrend szerinti helyi közlekedés ellátására kiírt pályázat eredménytelen lezárulását, majd a Dél-alföldi Közlekedési Központtal folytatott tárgyalások eredménytelensége miatt decemberben felállította a Helyi Személyszállítási Közszolgáltatás Ellátását Vizsgáló Ideiglenes Bizottságot a helyi tömegközlekedés jövőbeli ellátásának vizsgálatára és javaslat készítésére a közgyűlés felé. A bizottság a leghatékonyabb módszernek egy önkormányzat kizárólagos tulajdonában álló közlekedésszervező cég létrehozását találta. Kecskemét közgyűlése a 2019. március 28-i ülésen tárgyalta a bizottság javaslatát. Ezen az ülésen határozatban döntöttek a Kecskeméti Közlekedési Központ Kft. létrehozásáról, továbbá annak feladatairól.
Az új közlekedésszervező a helyi járat színvonalának emelésére még a nyár során pályázatot írt ki az autóbuszos személyszállítás végzésére 2020. január 1-jétől 10 éves időtartamra. A pályázat anyagát összesen 5 cég vásárolta meg: az aktuális szolgáltató DAKK Zrt., az ITK Holding Zrt., a VT-Arriva Kft., a Kunsági Szerviz Kft. és a B&B Travel Kft., azonban a szeptember 23-i határidőig csak az ITK Holding adott be érvényes ajánlatot. A szerződést végül november 12-én kötötte meg a KeKo a nyertes holdinghoz tartozó Inter Tan-Kerrel. Az új közszolgáltatási szerződés rendelkezik a járműpark átlagéletkoráról, kinézetéről és azok wifi-vel való ellátottságáról.
2024. december 22-től egységesített új háromjegyű vonalszámozási rendszer van érvényben a buszok vonalszámozásánál.

- Vasútállomásról induló/érkező járatok:100-as vonalcsoport

- Margaréta Otthon alközponttól induló/érkező járatok:200-as vonalcsoport

- Egyik alközpontot sem érintő vonalak, ún. peremvonalak járatai:300-as vonalcsoport

- Széchenyi tér megállóhelyről induló/érkező járatok:400-as vonalcsoport.

## Tevékenységei
A Kecskeméti Közlekedési Központ már a megalakulásától több, korábban önkormányzati feladatot is átvett a várostól, többek között a szolgáltatás megrendelését, a forgalomirányítást és ellenőrzést. A jegy- és bérletértékesítést, valamint azoknak ellenőrzését csak 2020. január 1-jén vették át a Volánbusztól, ugyanis a Volánnal kötött szerződés csak december 31-én járt le.
A feladatok átvételével nem szűnt meg az önkormányzat ellenőrzési joga a helyi járat felett. A közlekedési központ működését a közgyűlés városüzemeltetési bizottsága ellenőrzi, bizonyos kérdésekről pedig a közgyűlés dönt.